# Trafik-Turist-Transportflyg
Trafik-Turist-Transportflyg (auch AB TTT oder AB T-Flyg) war eine schwedische Charterfluggesellschaft mit Sitz in Stockholm und Östersund.

## Geschichte
Die Trafik-Turist-Transportflyg (TTT) wurde 1946 gegründet und war auf Charterflüge ausgerichtet. Sie kaufte eine fabrikneue Bristol 170 Freighter Mk XI (Werknummer 12792), die am 4. August 1947 vom Werksflugplatz Bristol–Filton aus über Kopenhagen-Kastrup nach Stockholm/Bromma ausgeliefert wurde, dem Heimatflughafen der TTT. Am 14. August 1947 wurde sie mit dem Luftfahrzeugkennzeichen  SE-BNG in Schweden registriert. Die Maschine hatte eine Spezialausrüstung zur Enteisung in sehr kaltem Wetter. Das Flugzeug trug keinerlei farbliche Gestaltung. Die einzigen äußeren Merkmale waren sein Taufnamen Mercurius auf dem Bug, der später durch Flagship Ethiopia ersetzt wurde, sowie sein Kennzeichen.
Diese Maschine war eine von nur drei hergestellten Mk XI, die im Vergleich zum Grundmuster Mk I eine auf 32,92 Meter vergrößerte Spannweite mit abgerundeten Tragflächenspitzen und eine größere Tankkapazität aufwiesen. Sie war außerdem mit einer Zusatzheizung im Frachtraum ausgestattet. Von den anderen beiden Mk XI wurde eine an die südafrikanische Suidair International Airways geliefert (ZS-BVI, Mk XIA). Die andere (G-AIFF) wurde vom Hersteller Bristol Aeroplane Company zur Weiterentwicklung und für Testflüge eingesetzt. Nach Umbau zur Mk 31 stürzte sie am 6. Mai 1949 aufgrund von Strukturversagen ab, wobei alle sieben Besatzungsmitglieder ums Leben kamen.
Das Flugzeug wurde dann von TTT an die Regierung Äthiopiens vermietet. Am 30. September 1947 flog die Maschine vom Militärflugplatz Hässlö zum Flughafen Ängelholm und dann mit mehreren Zwischenlandungen nach Addis Abeba. Der Flug stand im Zusammenhang mit der Lieferung von schwedischen Sturzkampfbombern des Typs Saab 17 an die im Aufbau befindlichen äthiopischen Luftstreitkräfte. Diese Lieferungen wurden durch Carl Gustaf von Rosen und vom Dienst befreites Personal der schwedischen Luftstreitkräfte (Kungliga Flygvapen) durchgeführt.
Auf dem Heimweg von Äthiopien verunglückte das Flugzeug in Italien nach nur drei Monaten Betriebszeit. Fast alle Menschen an Bord wurden getötet (siehe Zwischenfälle).
Etwa im Jahr 1951 wurde Trafik-Turist-Transportflyg aufgelöst.

## Flotte

### Flotte bei Betriebseinstellung
Noorduyn Norseman (USAAF UC-64A):

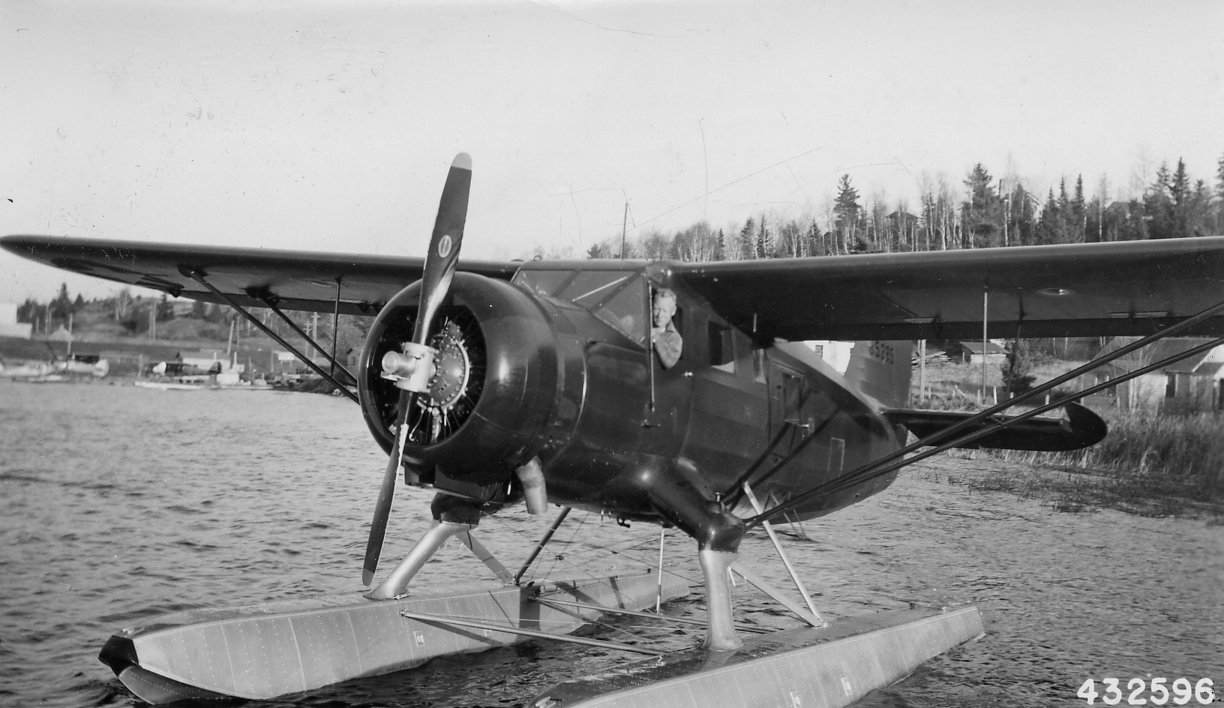
Eine gleichartige Noorduyn Norseman auf Schwimmern

- SE-ASI, Werknummer 643, ex USAAF 44-70378:[7] US Military Defense Aid, an Schweden am 17. April 1946

registriert am 23. September 1946 für AB Trafik-Turist-Transportflyg (T-Flyg), Stockholm/Östersund; Benutzung als Schleppflugzeug für fünf Lastensegler des Typs AB Flygindustri Fi-3 (militärische Bezeichnung Lg 105) für die Strecke vom Flughafen Halmstad zum Flughafen Malmö/Bulltofta im November 1946
beschädigt am 25. Oktober 1949 in Östersund während eines nächtlichen Sturms; repariert
Lufttüchtigkeitszeugnis abgelaufen vom 20. Juni 1951 bis 21. Januar 1952
registriert für H. Faurschou, Strängnäs & S. Andersson, Fjärdhundra am 6. November 1951; Testflug in Vängsö am 27. December 1951, vorübergehende Zulassung bis zum 1. Januar 1952
aus dem Register gestrichen am 23. Februar 1952, verkauft nach Frankreich, registriert als F-OALR (Laos), später F-LAAD (Laos), N3099 (Air America?, gestrichen am 8. Januar 1985)
- SE-ASK, Werknummer 728, ex USAAF 44-70463:[7] US Military Defense Aid, an Schweden 26. April 1946

registriert am 20. Juni oder 30. September 1946 für AB Trafik-Turist-Transportflyg (T-Flyg), Stockholm/Östersund;
abgestellt vom 30. Juli 1948 bis 5. Januar 1949
Lufttüchtigkeitszeugnis abgelaufen vom 5. Januar 1949 bis zum 4. Oktober 1951
abgestellt vom 21. März 1951 bis 4. Oktober 1951;
registriert für H. Faurschou, Strängnäs & S. Andersson, Fjärdhundra am 6. November 1951
verkauft an Widerøe’s Flyveselskap og Polarfly A/S, Narvik, Norwegen, registriert als LN-SUW am 15. Mai 1953
bei einem Brand auf dem Flughafen Narvik am 3. Oktober 1953 völlig zerstört.
- SE-ATB, Werknummer 559, ex USAAF ex:[9] US Military Defense Aid, an Schweden 18. April 1946

registriert am 29. Juli 1946 für Ahrenbergsflyg i Stockholm als SE-ATB
vermietet an Industridiesel und an Aeroskandia, Stockholm am 29. August 1946;
an AB Arosflyg, Stockholm im Juli 1948;
erworben durch AB Trafik-Turist-Transportflyg (AB TTT-flyg oder T-Flyg), Östersund am 22. Juni 1949, registriert am 30. Juli 1949;
beschädigt in Furuvik am 7. Juli 1950, linker Schwimmer gebrochen
am 14. Dezember 1951 (oder 19. November) ging das Flugzeug als Tp 78, Kennzeichen Fv 78003 in das Eigentum der schwedischen Luftstreitkräfte (Kungliga Flygvapen) über und wurde bei der Staffel  F 2 auf der Wasserflugbasis Hägernäs stationiert
bei einem Brand auf dem Militärflugplatz Östersund-Frösön (F 4) am 13. September 1956 völlig zerstört und aus dem Bestand gestrichen.

### Zuvor eingesetzte Flugzeuge
Bristol 170 Freighter Mk XI:
SE-BNG, Werknummer 12792: siehe oben

## Zwischenfälle
- Am 18. November 1947 wurde die Bristol 170 Mk XI der Trafik-Turist-Transportflyg (Luftfahrzeugkennzeichen SE-BNG) bei einem CFIT (Controlled flight into terrain) in den Berg Monte Carro bei Santa Maria del Monte geflogen.[11] Auf dem Weg von Äthiopien nach Schweden flog die Maschine auf der Teilstrecke von Catania zum Flughafen Rom-Ciampino etwa 14 Kilometer südsüdöstlich von Neapel in die Berge. Von den 25 Insassen wurden 21 getötet.[12][13][14]